# David Bodaveli
David Bodaveli es un deportista soviético que compitió en judo. Ganó una medalla de bronce en el Campeonato Mundial de Judo de 1981 y una medalla de oro en el Campeonato Europeo de Judo de 1981.

## Palmarés internacional
| Campeonato Mundial | Campeonato Mundial        | Campeonato Mundial | Campeonato Mundial |
| Año                | Lugar                     | Medalla            | Categoría          |
| ------------------ | ------------------------- | ------------------ | ------------------ |
| 1981               | Maastricht (Países Bajos) | Medalla de bronce  | –86 kg             |
| Campeonato Europeo |                           |                    |                    |
| Año                | Lugar                     | Medalla            | Categoría          |
| 1981               | Debrecen (Hungría)        | Medalla de oro     | –86 kg             |